# Melanie Appleby
Melanie Susan "Mel" Appleby (Hackney, London, Egyesült Királyság, 1966. július 11. – Westminster, London, 1990. január 18.) brit énekesnő, a Mel & Kim nevű duó tagja, melyet nővérével Kim Applebyval együtt alapítottak. Legnagyobb slágerük az 1987 márciusában megjelent Respectable című dal, mely az Egyesült Királyság kislemezlistáján az 1. helyezést érte el. 

## Karrierje
Appleby London egyik kerületében Hackneyben született jamaikai apa, és brit anya gyermekeként. Kezdetben glamour modellként dolgozott, mielőtt megalapította testvérével a Mel & Kim duót. A duó a 80-as években négy brit Top 10-es dalt produkált, köztük a Respectable című slágert, mely 1. helyezést ért el. Debütáló albumuk az F.L.M. 25 hétig volt slágerlistás az Egyesült Királyságban, és platinalemez lett.

## Halála
Appleby 1990. január 18-án hunyt el London Westminster nevű kerületében, tüdőgyulladás okozta betegségben 23 évesen. A keleti Finchey temetőben helyezték örök nyugalomra.